# هارلی رودا
هارلی ادوین رودا جونیور (زاده ۱۰ دسامبر ۱۹۶۱) یک وکیل، تاجر و سیاستمدار آمریکایی است که از سال ۲۰۱۹ تا ۲۰۲۱ به عنوان نماینده ایالات متحده در حوزه ۴۸ کنگره کالیفرنیا خدمت کرده است او اولین دموکراتی بود که نماینده این ناحیه بود، که بخش‌های ساحلی جنوب غربی اورنج کانتی از جمله شهرهای هانتینگتون بیچ، کوستا مسا و نیوپورت بیچ را در بر می‌گیرد.
رودا برای اولین بار در انتخابات ۲۰۱۸ نامزد انتخابات شد، زمانی که دانا روراباکر، رئیس‌جمهوری خواه ۱۵ دوره ای را شکست داد. او برای انتخاب مجدد توسط میشل استیل ناظر اورنج کانتی در سال ۲۰۲۰ شکست خورد.
رودا پس از در نظر گرفتن نامزدی برای کنگره در انتخابات ۲۰۲۲، اعلام کرد که به دنبال هیچ سمت دولتی در آن دوره نخواهد بود.